# 자포리자 전투

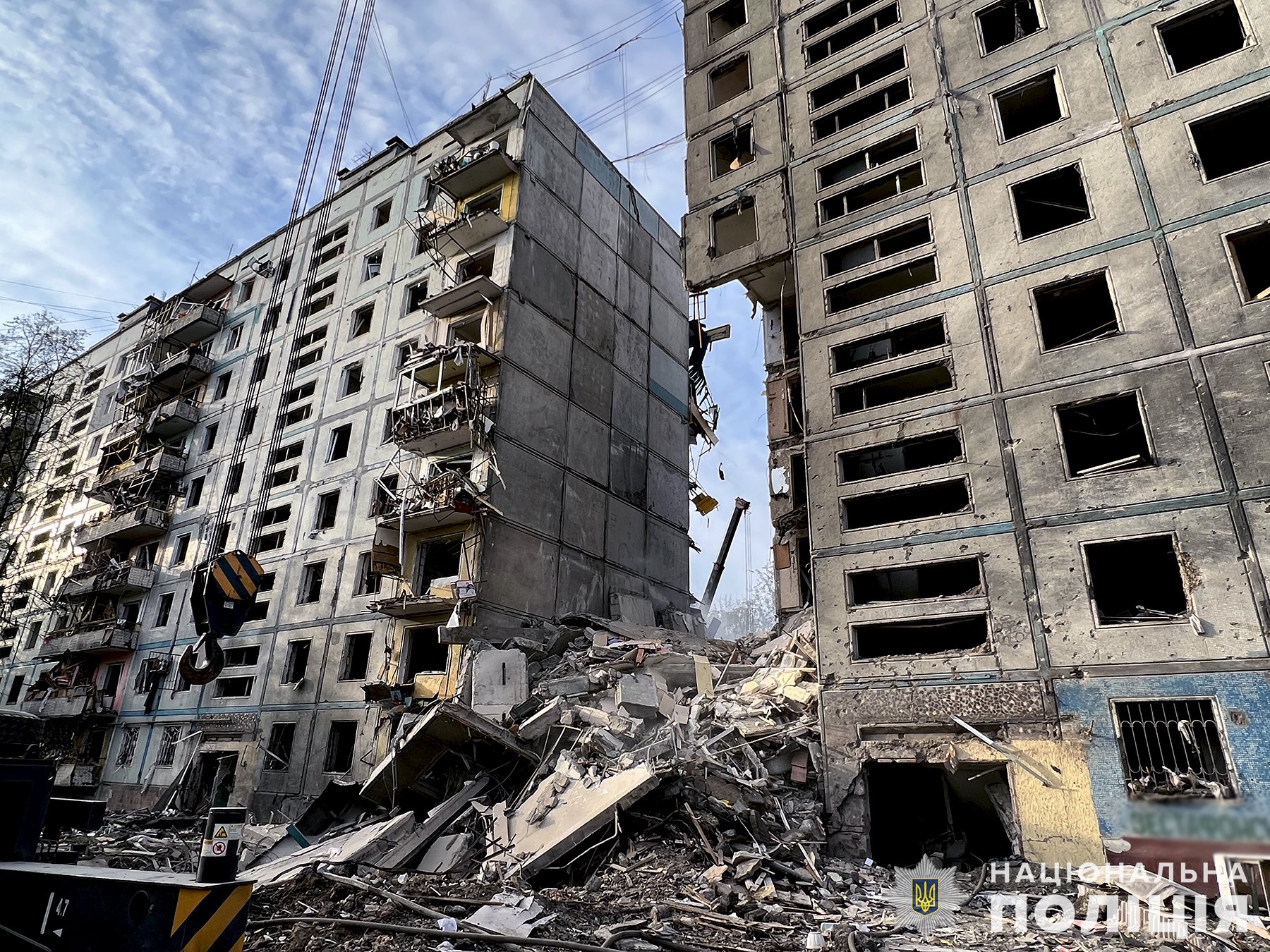
10월 9일 공습 이후 자포리자의 주거용 건물이 파손되었다.

자포리자 전투는 2022년 2월 24일 러시아의 우크라이나 침공 이후, 우크라이나 도시 자포리자와 주변 지역은 남부 지역의 일부로 러시아의 반복적인 포격과 폭격(순항 미사일, S-300 미사일, HESA 샤헤드 136 자폭형 무인 항공기 포함)의 표적이 되었다. (2022년 2월 27일부터 우크라이나 공세의 일부) 도시 기반 시설의 30~40%가 파괴되었다.

## 배경
우크라이나는 2022년 2월 24일 러시아 연방군의 침공을 받았고, 러시아 제22군단은 크림반도에서 북쪽으로 진격하여 자포리자시를 향해 진격했다. 자포리자는 중부 우크라이나의 드네프르 강을 따라 전략적 위치를 차지하고 있으며 자포리자주의 행정 중심지이다. 2월 26일, 러시아군은 자포리자 원자력 발전소에 접근하기 시작했고, 다음날 도시 남부 외곽에서 우크라이나군과 러시아군 간의 전투가 보고되었다. 교전 여파로 인한 사상자는 보고되지 않았다. 그날 저녁, 러시아군은 전쟁이 시작된 이후 처음으로 도시에 포격을 가하기 시작했다.
2월 24일 러시아는 자포리자 공항을 포격했다. 2월 26일에는 무궤도 전차 창고가 파괴되었고, 2월 27일에는 도시 남쪽 외곽에서 전투가 벌어졌다. 피해자는 없었다.